# Al-Mansura (Ägypten)
Koordinaten: 31° 2′ N, 31° 23′ O
Al-Mansura (arabisch المنصورة, DMG al-Manṣūra ‚die siegreiche [Stadt]‘, ägyptisch-Arabisch El Manṣūra), auch Mansoura genannt, ist eine Stadt im Nordosten Ägyptens im Nildelta und Hauptstadt des Gouvernements ad-Daqahliyya. Sie liegt etwa 120 Kilometer nördlich von Kairo am östlichen Arm des Nils und wurde 2012 auf 595.000 Einwohner geschätzt. Damit ist sie nach Kairo, Alexandria und Port Said die viertgrößte Stadt Ägyptens.
Al-Mansura ist ein Wirtschafts- und Produktionszentrum. Erzeugt werden hauptsächlich Textilien und Nahrungsmittel. Al-Mansura hat ein Polytechnisches Institut und ist zudem als das Zentrum für Nierenheilkunde an der Mansura Universität bekannt, die 1972 gegründet wurde.

## Geschichte
Gegründet wurde al-Mansura zu Beginn des 13. Jahrhunderts. 1221 wurden die Kreuzfahrer des Kreuzzuges von Damiette hier schwer geschlagen. Im Jahr 1250 war die Stadt während des sechsten Kreuzzugs Schauplatz der Schlacht von al-Mansura, bei der die Christen die Moslems zwar schlugen, aber kurz darauf König Ludwig IX. in die Gefangenschaft verloren. Das „Dār ibn Luqmān“, Ludwigs Aufenthaltsort während seiner Gefangenschaft, wurde in ein Museum umgewandelt.

## Sehenswürdigkeiten
Der Schinnawi-Palast, der 1928 von einem italienischen Architekten gebaut wurde, wird manchmal als der schönste Palast seiner Art außerhalb Italiens bezeichnet.

## Söhne und Töchter der Stadt
- Umm Kulthum (1904–1975), gehört zu den berühmtesten arabischen Sängerinnen
- Labib Habachi (1906–1984), Ägyptologe[2]
- ʿAbd al-Latīf al-Baghdādī (1917–1999), ägyptischer Politiker
- Anis Mansour (1925–2011), Schriftsteller und Philosoph
- Rushdy Said Bughdady Abaza (1926–1980), Schauspieler
- Saad Eddin Ibrahim (1938–2023), Soziologe und Menschenrechtsaktivist
- Adel Imam (* 1940), Schauspieler
- Tawadros II. (* 1952), koptischer Papst
- Amr Zaki (* 1983), Fußballspieler
- Tarek Hamed (* 1988), Fußballspieler
- Mohamed Safwat (* 1990), Tennisspieler
- Ahmed Elsenfawi (* 2002), Radsportler